# Forsvarsminister
En forsvarsminister er minister for et lands forsvar. Forsvarsministeren leder oftest et forsvarsministerium.
Danmark havde fra 1848 et krigsministerium og et marineministerium, der tog sig af land- hhv. søforsvaret. Fra 1905 var krigs- og marineministerposterne forenet, mens ministerierne først blev lagt sammen i 1950.
Den nuværende danske forsvarsminister er Troels Lund Poulsen.